# Aphilopota triphasia
Aphilopota triphasia är en fjärilsart som beskrevs av Louis Beethoven Prout 1939. Aphilopota triphasia ingår i släktet Aphilopota och familjen mätare. Inga underarter finns listade i Catalogue of Life.